# 2025년 대만
중화민국 대만에서 2025년에 일어난 사건들이다. 올해는 공식 민국기원에 따라 민국 114년으로 지정된다.

## 재임자

### 정부
2024년에 선출된 국가 정부가 계속된다.
- 중화민국 총통: 라이칭더
- 중화민국의 부총통: 샤오메이친
- 중화민국의 행정원장: 줘룽타이
- 중화민국의 부행정원장 목록: 정리쥔

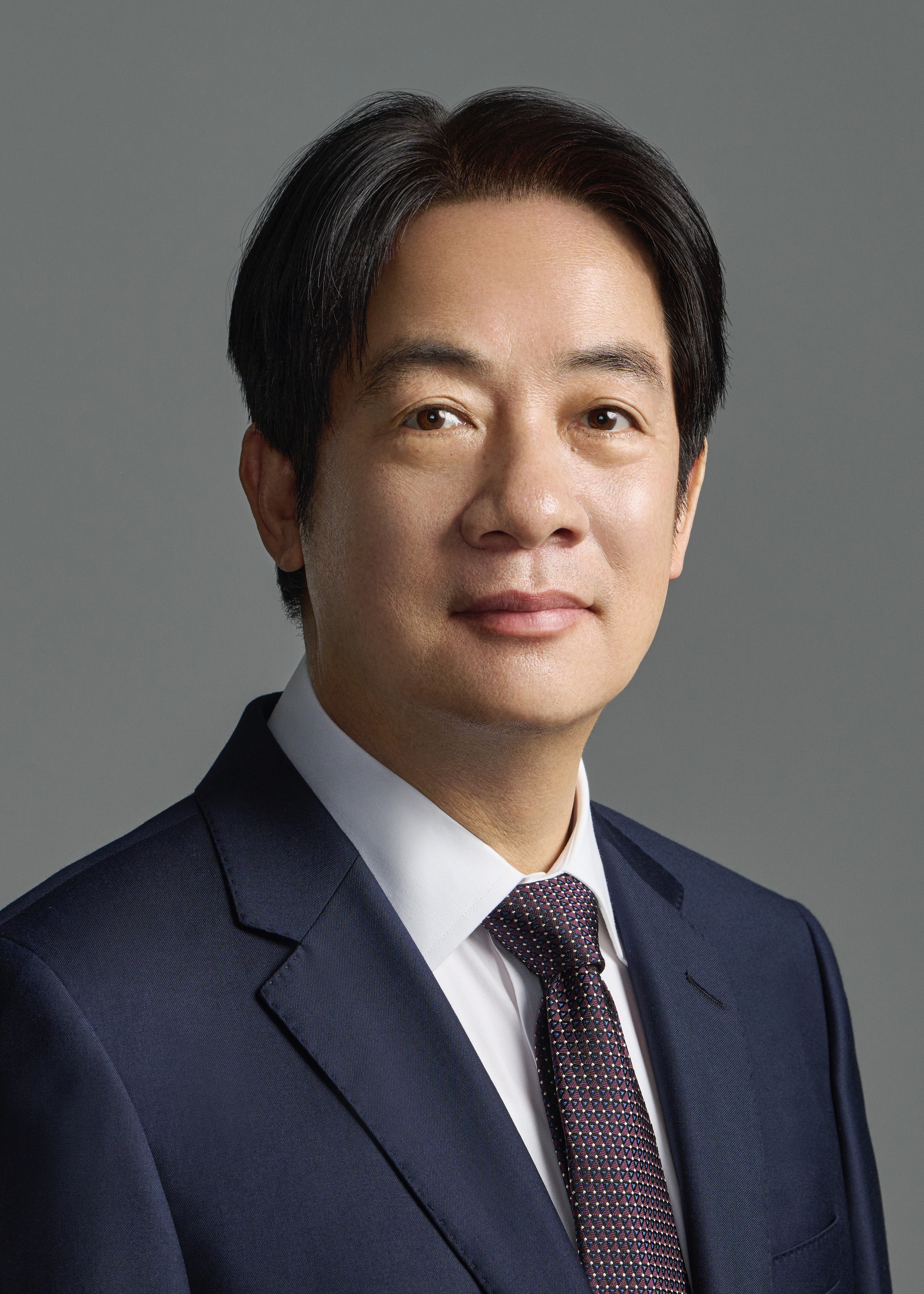
라이칭더
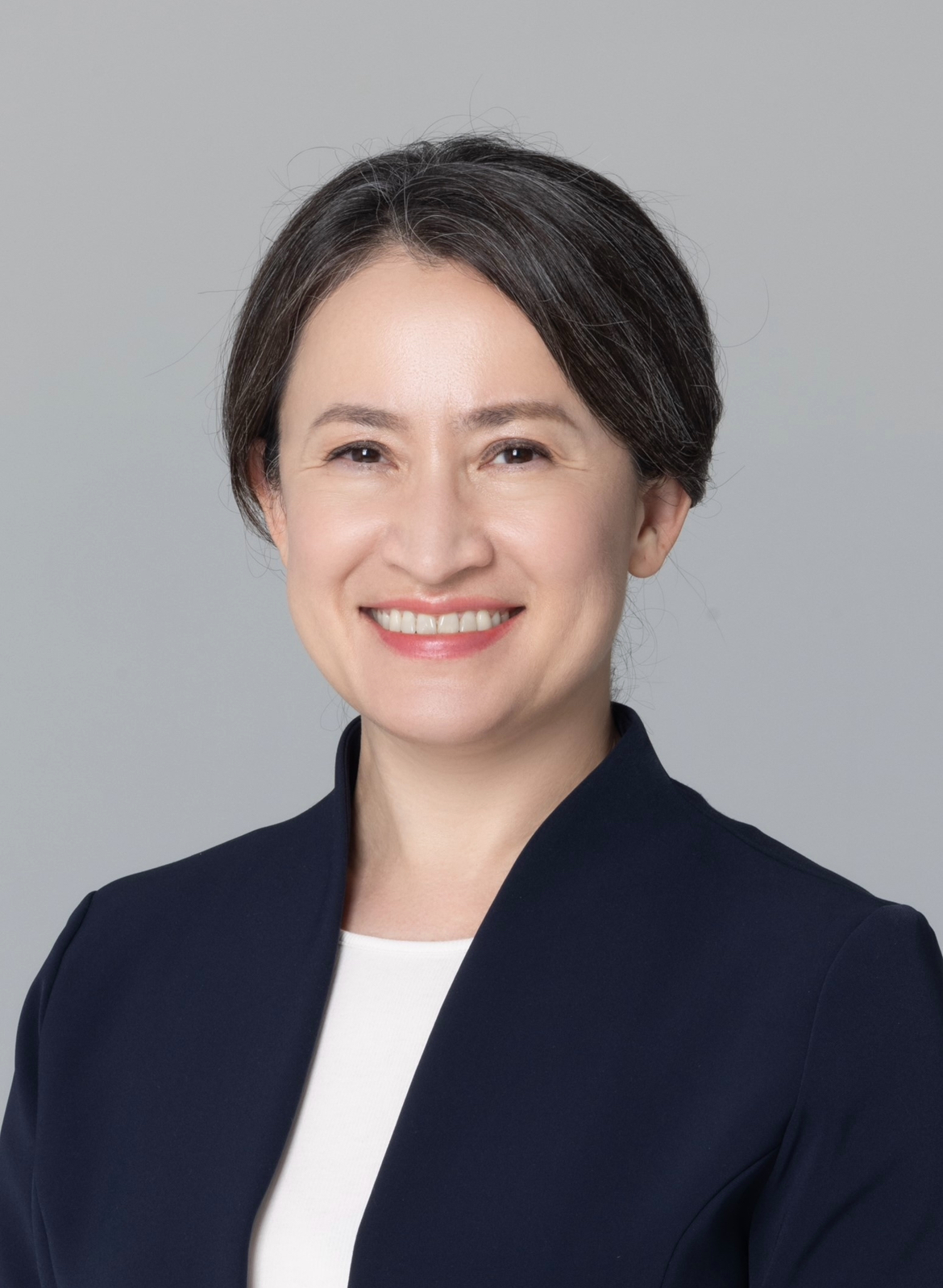
샤오메이친
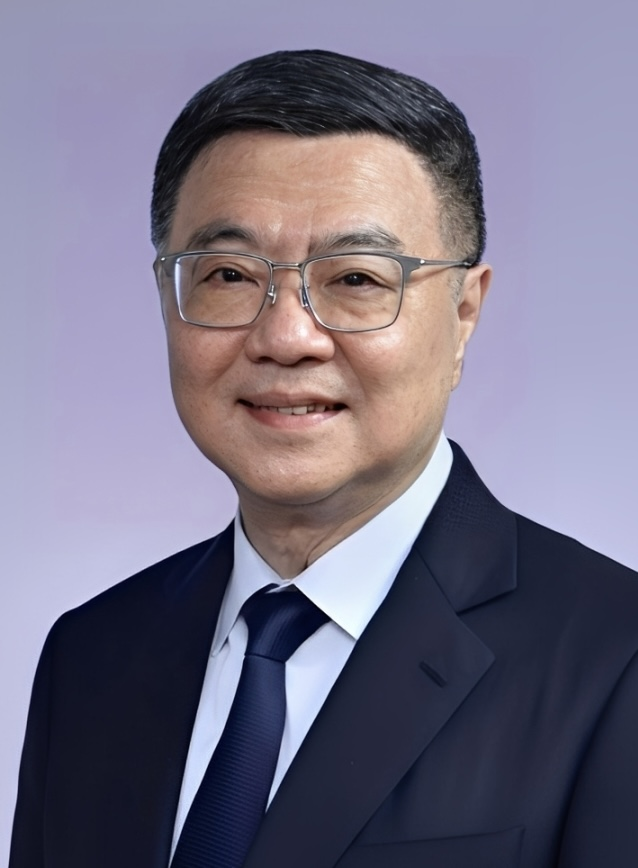
줘룽타이

## 사건

### 1월
- 1월 16일 – 황린카이(Huang Lin-kai)는 2013년 전 여자친구를 강간 살해하고 그녀의 어머니를 살해한 혐의로 유죄 판결을 받은 후 2020년 이후 대만에서 처형된 첫 번째 인물이 된다.[1]
- 1월 21일 –
  - 규모 6.4의 지진이 자이현을 강타하여 44명이 부상을 입는다.[2]
  - 타이중의 칭촨강 공군기지에서 중화민국 공군 장교가 전투기 엔진에 빨려 들어가 사망한다.[3]
- 1월 23일 –
  - 정부는 농업 부문에 미치는 영향을 이유로 전국적으로 녹색이구아나 12만 마리를 도태할 계획을 발표한다.[4]
  - 라이 총통은 헌법재판소에 재판관 10명으로 구성된 정족수를 요구하는 법안에 서명한다.[5]
- 1월 31일 – 정부는 국가 안보 문제를 이유로 공공 부문 및 주요 기반 시설 직원의 중국 인공지능 애플리케이션 딥시크 사용을 금지한다.[6]

### 2월
- 2월 4일 – 신주 지방법원은 신주현에서 발견된 대만 최대 규모의 삼속 재배 작업에 대해 9명에게 최대 10년의 징역형을 선고한다. 이 작업에서는 약 6,000그루의 삼속 식물과 관련 제품이 회수되었으며, 그 가치는 20억 대만 달러(약 6,081만 미국 달러)에 달한다.[7]
- 2월 5일 – 가오슝시에서 73세 남성이 연쇄 살인 용의자로 여성 3명을 살해한 혐의로 체포된다.[8]
- 2월 13일 – 2025년 타이중시 신광미츠코시 가스 폭발: 타이중시의 백화점에서 가스 폭발로 4명이 사망한다.[9]
- 2월 15일 –
  - 중화민국 공군의 T-BE5A 브레이브 이글 훈련기가 타이둥 해안에서 추락한다. 조종사는 구조된다.[10]
  - 대만민중당 임시 의장 황궈창이 당을 이끌고 2026년까지 전임자인 커원저의 잔여 임기를 채우기 위한 당내 보궐선거에서 당선된다.[11]
- 2월 21일 ~ 25일 – 타이베이 돔에서 2025년 월드 베이스볼 클래식 예선 풀 A 경기가 열린다.[12]
- 2월 22일 – 응급실의 전례 없는 과밀 사태 속에서 대만 응급의학회는 정부에 조치를 취할 것을 촉구한다.[13][14][15]
- 2월 25일 –
  - 대만민중당 입법위원 우춘청(Wu Chun-cheng)이 산업 발전을 통한 노령화 대처 법안을 지지하는 데 있어 이해 충돌 의혹으로 입법원에서 사임한다.[16]
  - 대만 섬과 펑후현을 연결하는 대만-펑후 제3 해저 통신 케이블이 절단되어, 대만 당국이 케이블 절단 지점 근처에서 발견된 토고 선박과 중국인 승무원을 구금한다.[17]
- 2월 26일 –
  - 에바 항공은 3월 1일부터 항공편에서 보조 배터리 및 예비 리튬 배터리 사용 또는 충전을 금지한다.[18]
  - 징계 법원은 2018년부터 2023년까지 주필리핀 타이베이 경제문화판사처의 수장이었던 마이클 쉬(Michael Hsu) 전 대사가 직장 내 성희롱을 저지른 혐의로 유죄를 선고하고, 3년간의 고용 금지와 50만 대만 달러(약 1만 5,241 미국 달러)의 벌금형을 선고한다.[19]

### 3월
- 3월 3일 – 도널드 트럼프 미국 대통령과 TSMC의 CEO는 미국에 칩 제조 시설을 건설하기 위한 1천억 달러 규모의 새로운 투자를 발표한다. 이 투자는 대만 정부의 승인을 받아야 한다.[20]
- 3월 12일 – 충원즈(Chung Wen-chih)는 증권 사기로 4억 대만 달러를 챙긴 혐의로 징역 30년 5개월을 선고받은 후 경찰에 출두하지 않고 도주한다.[21]
- 3월 13일 – 라이 총통은 연설에서 중국을 "외국 적대 세력"으로 규정하고, 평시 군사 법원 시스템 복원 계획을 포함한 새로운 국가 안보 조치를 발표한다.[22][23]

### 4월
- 4월 1일 – 중국은 대만 독립에 대한 경고와 "라이칭더 행정부의 무분별한 '친독립' 도발에 대한 처벌"로서 대만 해안에서 군사 훈련을 실시한다.[24][25]
- 4월 7일 – 대만의 기준 주식 시장 지수가 9.7% 하락하여 역사상 가장 큰 하루 하락률을 기록한다.[26][27]
- 4월 9일 – 반도체를 제외한 대만 수입품에 대한 미국 관세 32%가 발효된다.[28][29]
- 4월 10일 – 미국은 대부분의 국가에 대한 관세 유예의 일환으로 대만 수입품에 대한 32% 관세를 10%로 인하한다.[30][31]
- 4월 30일 — 소말리아는 대만이 "승인되지 않은 사무소"를 개설했다는 이유로 대만 국민의 입국을 금지하며, 이에 대해 대만도 소말리아 국민에게 상호적인 대응을 한다.[32]

### 5월
- 5월 17일 ~ 30일 – 2025년 세계 마스터스 게임[33][34]
- 5월 19일 – 신베이시의 한 교차로에서 차량 돌진으로 3명이 사망한다.[35]

### 6월
- 6월 11일 – 동부 해안을 강타한 규모 6.4의 지진이 섬 전역과 펑후 일부 지역에서 느껴진다. 사상자는 보고되지 않는다.[36]
- 6월 12일 – 타이난시 지방법원은 대만 본토와 펑후를 연결하는 해저 케이블을 손상시킨 혐의로 중국 선박 선장에게 징역 3년을 선고한다.[37]
- 6월 23일 – 타이완 철로의 요금이 30년 만에 처음으로 인상된다.[38]

### 7월
- 7월 4일 – 중화민국 공군은 60년간 운용해 온 F-5 전투기 전량을 퇴역시킨다.[39]
- 7월 6일 – 태풍 다나스가 자이현의 부다이진 근처에 상륙하여[40] 2명이 사망하고 502명이 부상한다.[41]
- 7월 12일 – 대만은 연례 한광 훈련에서 HIMARS 로켓 시스템을 처음으로 타이중시에 배치한다.[42]
- 7월 21일 – 화롄현의 성도 제9호선에서 자동차 사고로 1명이 사망하며, 이는 열대폭풍 위파의 영향이 부분적으로 원인으로 지목된다.[43]

## 공휴일
출처:
- 1월 1일 – 새해 첫날 및 공화국의 날
- 1월 25일 – 2월 2일 – 춘절
- 2월 28일 – 평화 기념일
- 4월 5일 – 어린이날 및 청명절
- 5월 1일 – 노동절
- 5월 31일 – 단오
- 10월 6일 – 중추절
- 10월 10일 – 중화민국 국경일

## 사망
- 1월 7일 – 정위전, 78세, 정치인, 입법원 의원 (1981년~1987년, 1990년~1993년, 2002년~2005년), 심장마비.[45]
- 1월 8일 – 린정펑, 75세, 정치인, 입법원 의원 (2005년~2008년) 및 구이산시 시장 (1998년~2005년).[46]
- 1월 9일 – 이칭타이(Lee Ching-tai), 82세, 대만계 미국인 의사이자 활동가, 대만공공사무협회 회장 (2006년~2007년).[47]
- 1월 14일
  - 천징보, 대만계 일본인 프로 골프 선수, 93세, 패혈증.[48]
  - 리궈첸, 87세, 시인.[49]
- 1월 16일 – 셰스젠, 72세, 항공사 경영자, 중화항공 사장 (2016년~) 및 회장 (2019년~).[50]
- 1월 25일 – 황마오중, 81세, 판사, 사법원 대법관 (2008년~2016년).[51]
- 2월 2일 – 쉬시위안, 48세, 여배우, 폐렴.[52]
- 2월 5일 – 구옌줘윈(중국어판), 104세, 자선가이자 백세인.[53]
- 2월 21일 – 두궈칭, 83세, 시인이자 번역가.[54]
- 3월 14일 – 장전환(중국어판), 65세, 배우 (이 날짜에 시신이 발견됨).[55]
- 3월 24일 – 궈야오치, 69세, 정치인, 공공건설위원회 장관 (2002년~2005년) 및 교통통신부 장관 (2006년), 대동맥 박리.[56]
- 5월 4일 – 쉬리눙, 106세, 군인, 국군퇴제역관병보도위원회 위원장 (1987년~1993년).[57]
- 6월 3일 – 린정제, 72세, 정치인, 입법원 의원 (1990년~1996년)[58]
- 6월 9일 – 왕싱칭, 78세, 언론인, 정치 평론가, 문화 평론가.[59]
- 6월 11일 – 천완전, 75세, 언론인 겸 정치인, 입법원 의원 (1993년~1995년), 암.[60]
- 7월 14일 – 장룽린, 40세, 당구 선수.[61]